# Cabana de pedra seca 2 (Oristà)
La Cabana de pedra seca 2 és una cabana d'Oristà (Lluçanès) inclosa a l'Inventari del Patrimoni Arquitectònic de Catalunya.

## Descripció
A la dreta de la carretera que uneix Oristà amb l'Eix Transversal, just al costat del tercer revolt de la carretera sortint d'Oristà, al quilòmetre 0.855, trobem una cabana de vinya de planta circular, amb murs de pedra lligada en sec. El diàmetre de la planta és de 3,51metres i consta d'un espai intern de 4,63 m². La teulada és de volta cònica feta amb lloses i l'alçada màxima de la construcció és de 2,42 metres.

## Història
Típica cabana de vinya de les zones on hi havia aquest cultiu abans de la plaga de la fil·loxera de finals del segle xix.